# Тёмная радужница
Тёмная радужница (лат. Donacia obscura) — вид жуков-листоедов из подсемейства радужниц. Распространён в Европе, кроме Южной части, в Западной Сибири и Казахстане.

## Описание
Имаго длиной 8,5—11 мм. Верхняя сторона тела серо-бурая с металлическим блеском металлический, нижняя сторона в серо-жёлтых волосках. Данный вид характеризуется следующими признаками:
- каждое из надкрылий лишь с простыми двумя вдавлениями вдоль шва;
- основание надкрылий в спутанных точках.

## Экология
Обитают на берегах рек и озёр. Кормятся на осоке, камыше, камышёвнике озёрном и рогозе.